# NGC 7219
NGC 7219 ist eine Balken-Spiralgalaxie vom Hubble-Typ SBa im Sternbild Tukan am Südsternhimmel. Sie ist schätzungsweise 128 Millionen Lichtjahre von der Milchstraße entfernt und hat einen Durchmesser von etwa 65.000 Lichtjahren. Gemeinsam mit NGC 7192, NGC 7179, NGC 7191 und PGC 68473 bildet sie die kleine NGC 7192-Gruppe (LGG 452).
Das Objekt wurde am 22. Juni 1835 von John Herschel entdeckt.